# Layton kyōju Royale
Layton kyōju Royale (レイトン教授ロワイヤル?, Reiton kyōju Rowaiaru) è un videogioco di ruolo della serie Professor Layton per iOS e Android distribuito dalla Mobage. Il gioco è un crossover tra la serie del Professor Layton e la serie Kaito Royale, una delle serie più popolari della Mobage. Il giocatore ha la possibilità di essere un detective, un criminale o un normale cittadino. Gli investigatori e i cittadini lavorano insieme per scoprire chi sono i criminali, mentre essi devono porre degli ostacoli per impedire di essere scoperti. Il gioco è uscito in Giappone il 27 ottobre 2011.

## Personaggi
Vi sono personaggi di un po' tutti i capitoli della serie del Professor Layton. Molti di loro sono:
- Lando Ascad
- Anton Herzen
- Jean Descole
- Don Pablo
- Barone Reinhold
- Clive
- Claire
- Andrew Schrader
- Katia Anderson
- Stachenscarfen
- Arianna Barde
- Il Gentiluomo mascherato
- Flora Reinhold
- Lady Dahlia
- Ispettore Grosky
- Emmy Altava
- Professor Hershel Layton
- Luke Triton
- Ispettore Chelmey